# (4622) Solovjova
(4622) Solovjova (1979 WE2) – planetoida z pasa głównego asteroid okrążająca Słońce w ciągu 5,74 lat w średniej odległości 3,2 j.a. Odkryta 16 listopada 1979 roku.